# On to the Next One
On to the Next One è un brano musicale hip hop interpretato da Jay-Z, estratto come secondo singolo dell'album The Blueprint 3 nel 2010.
Il brano figura il featuring di Swizz Beatz, che è anche il produttore, e contiene un campionamento del remix di D.A.N.C.E. del gruppo musicale francese Justice.

## Video musicale
Il videoclip è stato diretto da Sam Brown e filmato nel novembre 2009.. Il video è stato pubblicato da Jay-Z sul proprio canale YouTube ufficiale il 31 dicembre 2009, mentre è stato ufficialmente distribuito sui canali tematici il 1º dicembre 2010.

## Tracce
Promo - CD-Maxi Atlantic - (Warner)
1. On to the Next One - 4:16

## Classifiche
| Classifica (2010)         | Posizione massima |
| ------------------------- | ----------------- |
| Canada                    | 58                |
| Regno Unito               | 91                |
| Regno Unito (R&B)         | 25                |
| Stati Uniti               | 37                |
| Stati Uniti (R&B/hip-hop) | 9                 |
| Stati Uniti (rap)         | 5                 |